# Charles Bullen Hugh Mitchell

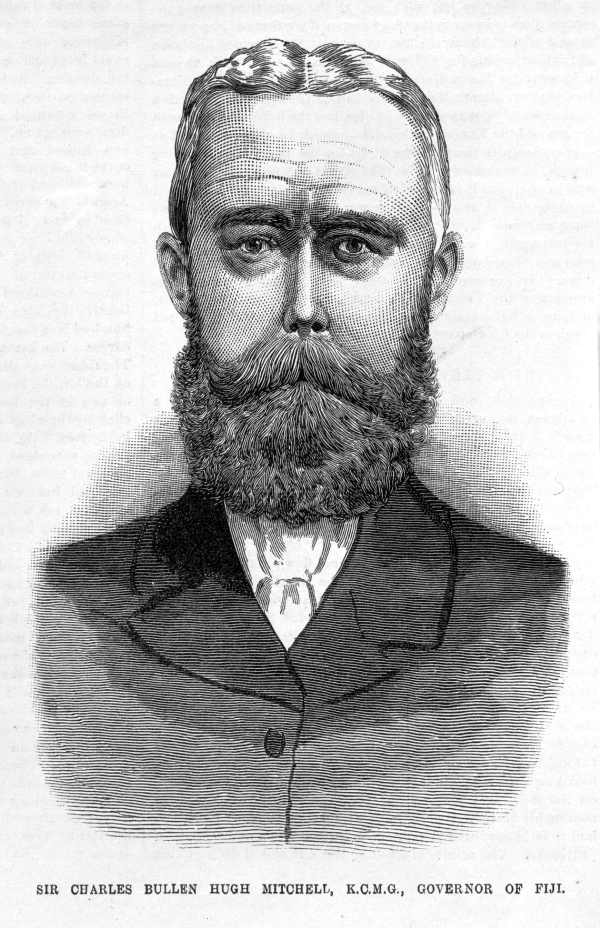
Sir Charles Bullen Hugh Mitchell

Sir Charles Bullen Hugh Mitchell, GCMG (* 1836 in London; † 7. Dezember 1899 in Singapur) war ein britischer Lieutenant-Colonel der Royal Marines und Kolonialbeamter, der unter anderem zwischen 1887 und 1888 Gouverneur von Fidschi sowie zuletzt von 1894 bis zu seinem Tode 1899 Gouverneur der Straits Settlements war.

## Leben
Charles Bullen Hugh Mitchell war der Sohn von Colonel Hugh Mitchell und Constance Bullen, deren Vater als Major im Kavallerieregiment Royal Scots Greys diente. Er selbst absolövierte die Royal Naval School und trat 1852 den Royal Marines bei. Er fand darauf zahlreiche Verwendungen als Offizier und Stabsoffizier und nahm zwischen 1854 und 1856 am Krimkrieg teil. 1878 schied er als Lieutenant-Colonel aus dem aktiven Militärdienst aus. Er trat daraufhin in den kolonialen Verwaltungsdienst (Colonial Administrative Service) ein und war nach verschiedenen Verwendungen nach der Abberufung von Redvers Buller vom 22. Dezember 1881 bis zum Amtsantritt von Sir Henry Ernest Gascoyne Bulwer am 6. März 1882 erstmals kommissarischer Gouverneur (Acting Governor) der Kolonie Natal. Er wurde im Rahmen der sogenannten „Birthday Honours“ am 24. Mai 1883 als Knight Commander des Order of St Michael and St George (KCMG) geadelt, so dass er fortan das Prädikat „Sir“ führte. Nach der Abberufung von Sir Henry Ernest Gascoyne Bulwer übernahm er am 23. Oktober 1885 erneut den Posten als kommissarischer Gouverneur der Kolonie Natal und verblieb auf diesem Posten bis zum 18. Februar 1886, woraufhin Sir Arthur Havelock neuer Gouverneur wurde.
Im Januar 1887 wurde er als Nachfolger von Sir William Des Vœux Gouverneur von Fidschi und bekleidete diesen Posten bis Februar 1888, woraufhin Sir John Bates Thurston ihn ablöste. Daneben war er in Personalunion zwischen Januar 1887 und Februar 1888 Hoher Kommissar für den Westpazifik. Nach der Abberufung von Jenico Preston, 14. Viscount Gormanston war er bis zum Amtsantritt von Sir William Frederick Haynes Smith 1888 für einige Zeit kommissarischer Gouverneur der Leeward Islands. Am 5. Juni 1889 wurde er als Nachfolger von Sir Arthur Havelock zunächst kommissarischer Gouverneur und schließlich am 1. Dezember 1889 Gouverneur der Kolonie Natal. Er hatte diesen Posten bis Juli 1893 inne, woraufhin Francis Seymour Haden zunächst kommissarischer Gouverneur wurde, ehe Sir Walter Hely-Hutchinson am 28. September 1893 offiziell neuer Gouverneur wurde.
Zuletzt wurde Sir Charles Bullen Hugh Mitchell am 1. Februar 1894 Nachfolger von Cecil Clementi Smith als Gouverneur der Straits Settlements und bekleidete dieses Amt bis zu seinem Tode am 7. Dezember 1899. Daraufhin wurde Alexander Swettenham im Dezember 1899 erst kommissarischer Gouverneur bis zum Amtsantritt von dessen jüngeren Bruder Sir Frank Swettenham als Gouverneur am 5. November 1901. Als Gouverneur der Straits Settlements war Mitchell zugleich kraft Amtes in Personalunion auch Hochkommissar (high commissioner) für British North Borneo sowie seit 1896 für die Federated Malay States auf der malaiischen Halbinsel. Im Rahmen der Birthday Honours wurde er am 25. Mai 1895 zum Knight Grand Cross des Order of St Michael and St George (GCMG) geschlagen. Ihm zu Ehren wurde der Mitchell Park Zoo im südafrikanischen Durban nach ihm benannt.